# 会計期間
会計期間（かいけいきかん）とは、企業会計において財務諸表を作成する対象となる期間のことをいう。事業年度ともいう。官庁会計における会計年度に相当する。

## 概要
伝統的に、企業会計の主要な目的は損益計算である。損益を計算するためには、どこかで時間的な区切りを設ける必要がある。1ヶ月間で100万円の利益と、1年間で100万円の利益ではまったく意味が異なる。そのため、企業会計の大前提として、人為的に区切られた期間を定める必要がある。これが会計期間である。
通常は1年間をひとつの会計期間とする。
日本企業での企業会計では、令和3年経済センサス活動調査によれば、4月から翌年3月までの1年間を1会計期間として損益を算出する（3月期決算）が約30万社と最も多く、10月から翌年9月までの9月期決算が約18万社と続く。法人企業は会計期間を任意に決められ、決算日を月末とせず月の途中としている場合もある。なお、個人企業（個人事業主）は、所得税の課税期間との関係から実質的に1月から12月まで（暦年）の1年間を一期とする12月期決算に限定される。
決算期の変更を伴う場合は、11ヶ月以下の会計期間が制定される。
- 例・9月決算から3月決算に移行する場合
  - n年10月からn+1年9月まで（第x期）
  - n+1年10月からn+2年3月まで（第x+1期、6ヶ月決算期となる）
  - n+2年4月からn+3年3月まで（第x+2期）

会計期間の始まりを期首といい、終わりを期末という。期末は決算日とも呼ばれる。決算日において決算を行い、財務諸表を作成する必要がある。なお、正規の会計期間に対して、半年ごとの中間決算や、3ヶ月ごとの四半期決算も必要に応じて行われる。
主要な財務諸表のうち、損益計算書、キャッシュ・フロー計算書、株主資本等変動計算書は、一会計期間におけるフローのデータを示すものであるのに対し、貸借対照表は期末におけるストックのデータを示すことになる。